# Crema di marshmallow
La crema di marshmallow è una crema dolce e spalmabile dal sapore simile a quello dei marshmallow.
I suoi ingredienti includono sciroppo di mais e di zucchero, aroma di vaniglia e albume d'uovo. Il più noto marchio di crema di marshmallow è Marshmallow Fluff, che appartiene alla Durkee-Mower. Questo tipo di crema viene utilizzato per fare dolci come la whoopie pie e il sandwich fluffernutter, tipico della Nuova Inghilterra.